# Paraotwayita
La paraotwayita és un mineral de la classe dels sulfats. Rep el seu nom a causa de la seva similitud amb l'otwayita.

## Característiques
La paraotwayita és un sulfat de fórmula química Ni(OH)2-x(SO₄,CO₃)0,5x. Cristal·litza en el sistema monoclínic. Els cristalls són fibrosos massius, de paral·lels a subparal·lels, poden ser fibrosos de vetes creuades, mesuren fins a 0,5 mm. La seva duresa a l'escala de Mohs és 4.
Segons la classificació de Nickel-Strunz, la paraotwayita pertany a «07.BB: Sulfats (selenats, etc.) amb anions addicionals, sense H₂O, amb cations de mida mitjana» juntament amb els següents minerals: caminita, hauckita, antlerita, dolerofanita, brochantita, vergasovaïta, klebelsbergita, schuetteïta, xocomecatlita, pauflerita i grandviewita.

## Formació i jaciments
La paraotwayita és un mineral secundari molt rar que va ser descobert en vetes de minerals alterats d'un dipòsit hidrotermal de níquel en una peridotita serpentinitzada a Nullagine (Austràlia Occidental, Austràlia). També ha estat descrita al meteorit Vaca Muerta trobat a Taltal (Província d'Antofagasta, Argentina). Sol trobar-se associada amb altres minerals com: mil·lerita, polidita, crisòtil niquèlic, dolomita i gaspeïta.